# Isla de Sal
Sal es una isla de Cabo Verde. Hoy dedicado casi exclusivamente al turismo, la isla de Sal debe su nombre a la industria que floreció aquí entre el siglo XVIII y mediados del siglo XX. 

## Toponimia
Originalmente el nombre que se le puso a la isla fue Liana, que posteriormente por sus importantes salinas fue cambiado a Sal.

## Historia
Consta que antes de la llegada de Diogo Gomes y Antonio Noli en 1460, la isla ya era conocida por los árabes debido a sus ricas salinas.
Por no poseer agua potable, la isla estuvo deshabitada hasta el siglo XIX, hasta que en el año 1833 se comenzó la explotación de las salinas de Pedro Lume. La explotación de las salinas dinamizó la economía de la isla hasta mediados de la década de 1980.
Con el objetivo de constituir un punto de escala para los vuelos con destino a América del Sur, en 1939 fue construido por los italianos el Aeropuerto Internacional Amílcar Cabral, que hasta el año 2005 era la única entrada por avión al país.

## Geografía

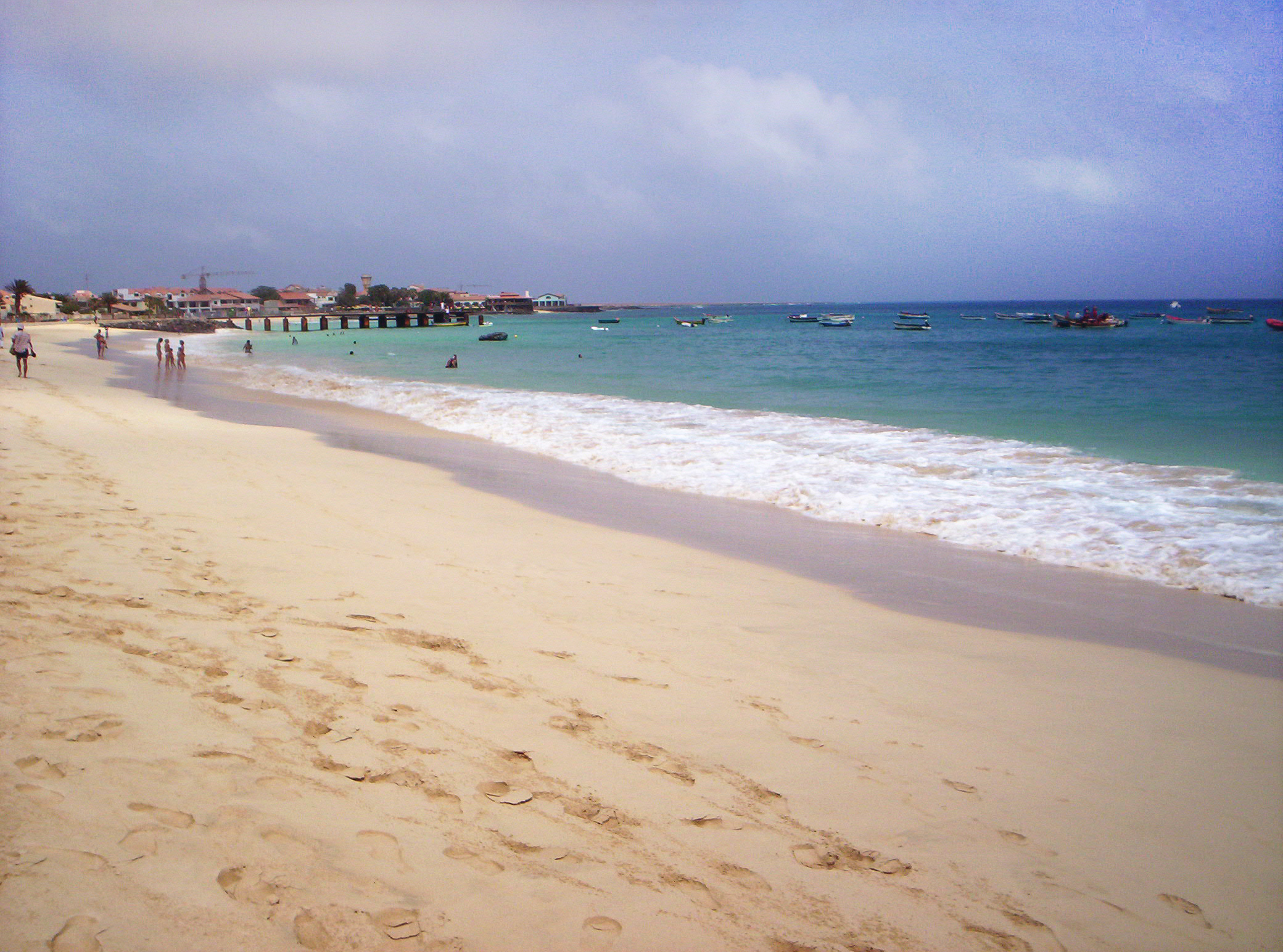
Santa María.

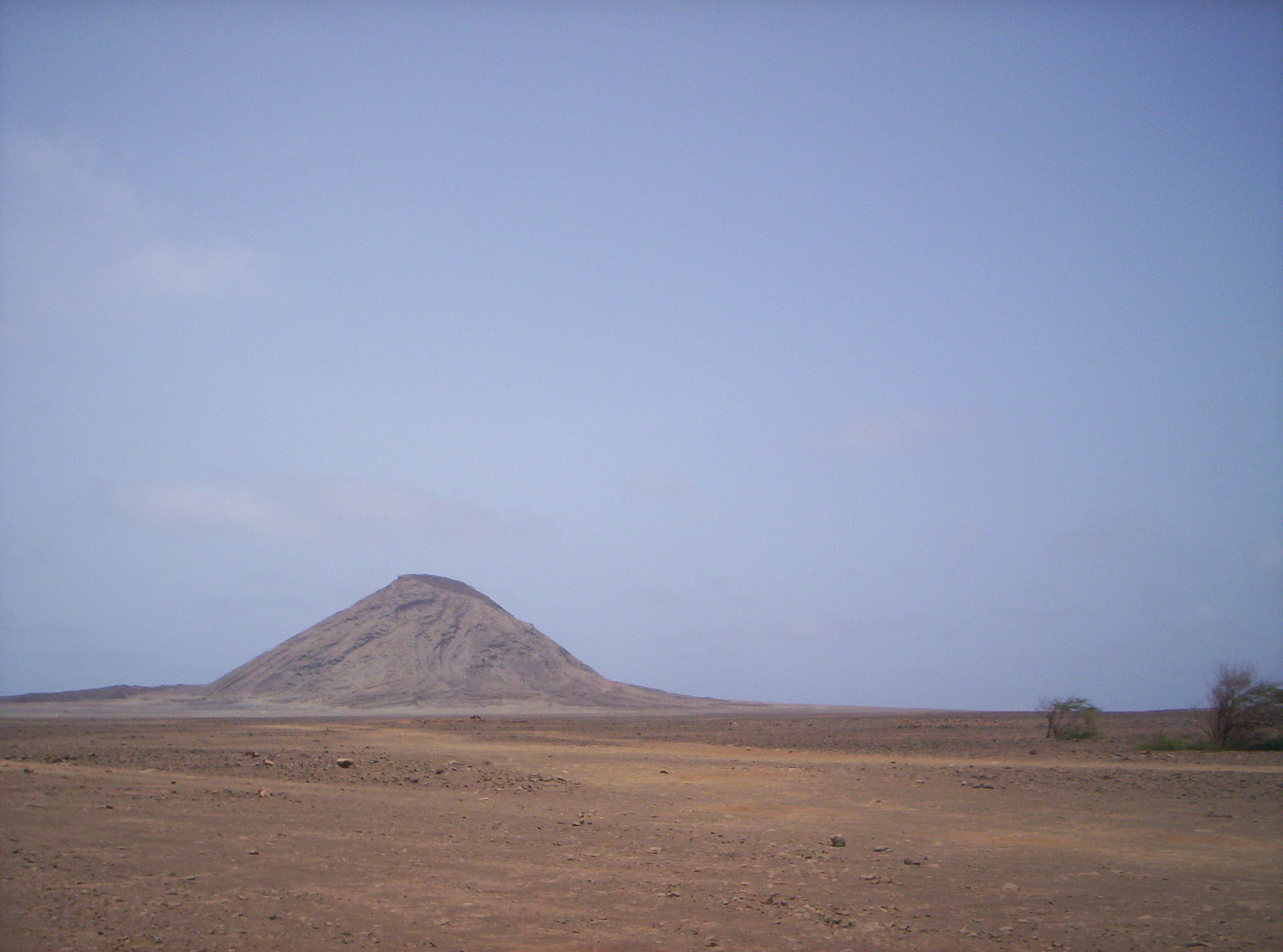
Zona Norte.

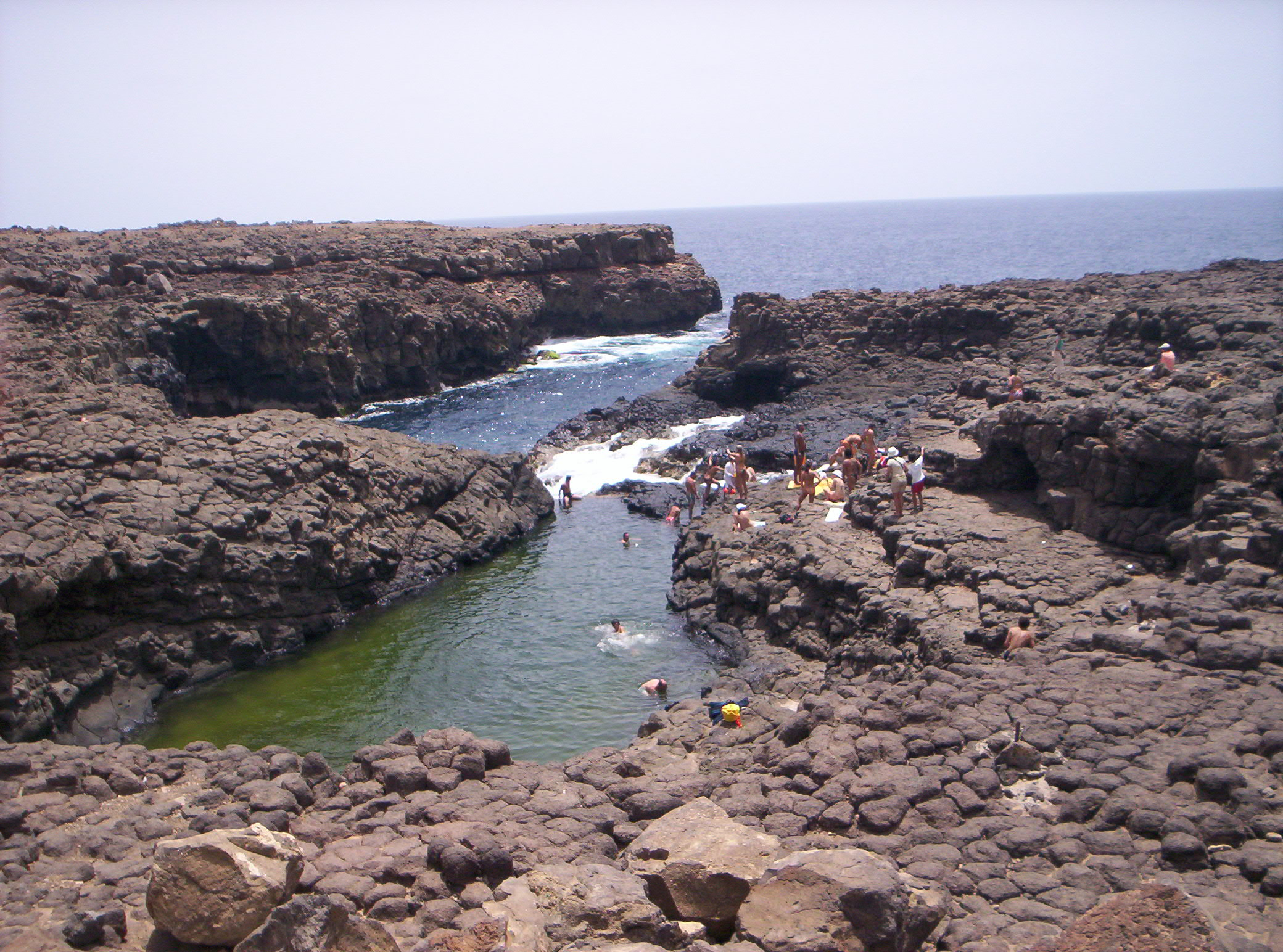
Buracona.

A pesar de ser de origen volcánica, la inexistencia de montañas que condensen la humedad, hacen que sea una isla muy árida con escasa vegetación. Por su proximidad al continente africano, la isla es vulnerable a los vientos calientes y secos del desierto que transporta la arena del Sáhara, que hace que se formen extensas playas de arena blanca como la Praia de Santa María haciéndola el lugar más turístico de Cabo Verde.[cita requerida]
En Pedro Lume se sitúan las salinas de dicho nombre que se encuentran en el interior del cráter de un volcán. En la costa noroeste de la isla se encuentra las piscinas naturales de Buracona y el Ojo Azul que es una oquedad en la roca donde se ve el agua del mar.

## Localidades
Espargos es la capital de la isla y donde se sitúa el Aeropuerto Internacional Amílcar Cabral. Santa María es una ciudad situada al sur de la isla, donde se encuentran los complejos hoteleros y las mejores playas de la isla. En el pueblo de Palmeira está situado el único puerto de la isla. Murdeira es una localidad residencial situado en la bahía de su mismo nombre y en el pequeño pueblo de Pedra de Lume están las salinas.

## Transportes

### Carreteras
Al ser tan pequeña la red de carreteras es corta, todas las carreteras parten de Espargos y la unen con las localidades de Santa María, Palmeiras y Pedra de Lume.

### Transporte aéreo
En Sal se encuentra el aeropuerto Internacional Amílcar Cabral, el más importante del país siendo hasta el año 2005 el único internacional. Tiene destinos a numerosas ciudades europeas.

### Transporte marítimo
El puerto está situado en la villa de Palmeiras. Es el tercer puerto del país de tráfico de mercancías.

### Taxi
La flota de taxis es superior a 200, son de color azul con una raya horizontal de color amarillo.

## Deportes
Existen seis equipos de fútbol, Académico do Aeroporto, Académica do Sal, Juventude do Sal, Palmeiras, Santa María y Sport Clube Verdun.
Otros deportes destacados son el windsurf y el kitesurf.

## Economía
Con playas de arena blanca y aguas cálidas y cristalinas y arrecifes de coral, la isla de Sal ofrece condiciones únicas para practicar deportes acuáticos, desde surf, windsurf, kitesurf, buceo y pesca.
A pesar de su origen volcánico, la isla es plana, parecida a la superficie lunar y tiene un clima cálido y seco tropical, que permite a los turistas a disfrutar de las playas los 365 días al año. La isla de Sal es el punto turístico principal del país.